# António de Oliveira Salazar
António de Oliveira Salazar (in portoghese [ɐ̃ˈtɔniu dɨ oliˈvɐjɾɐ sɐlɐˈzaɾ]; Vimieiro, 28 aprile 1889 – Lisbona, 27 luglio 1970) è stato un politico, economista e dittatore portoghese.
Presidente del Consiglio del Portogallo dal 1932 al 1968, Salazar fondò e guidò l'Estado Novo ("Nuovo Stato"), il governo autoritario corporativista portoghese che durò fino al 1974.

## Biografia

### Intellettuale conservatore

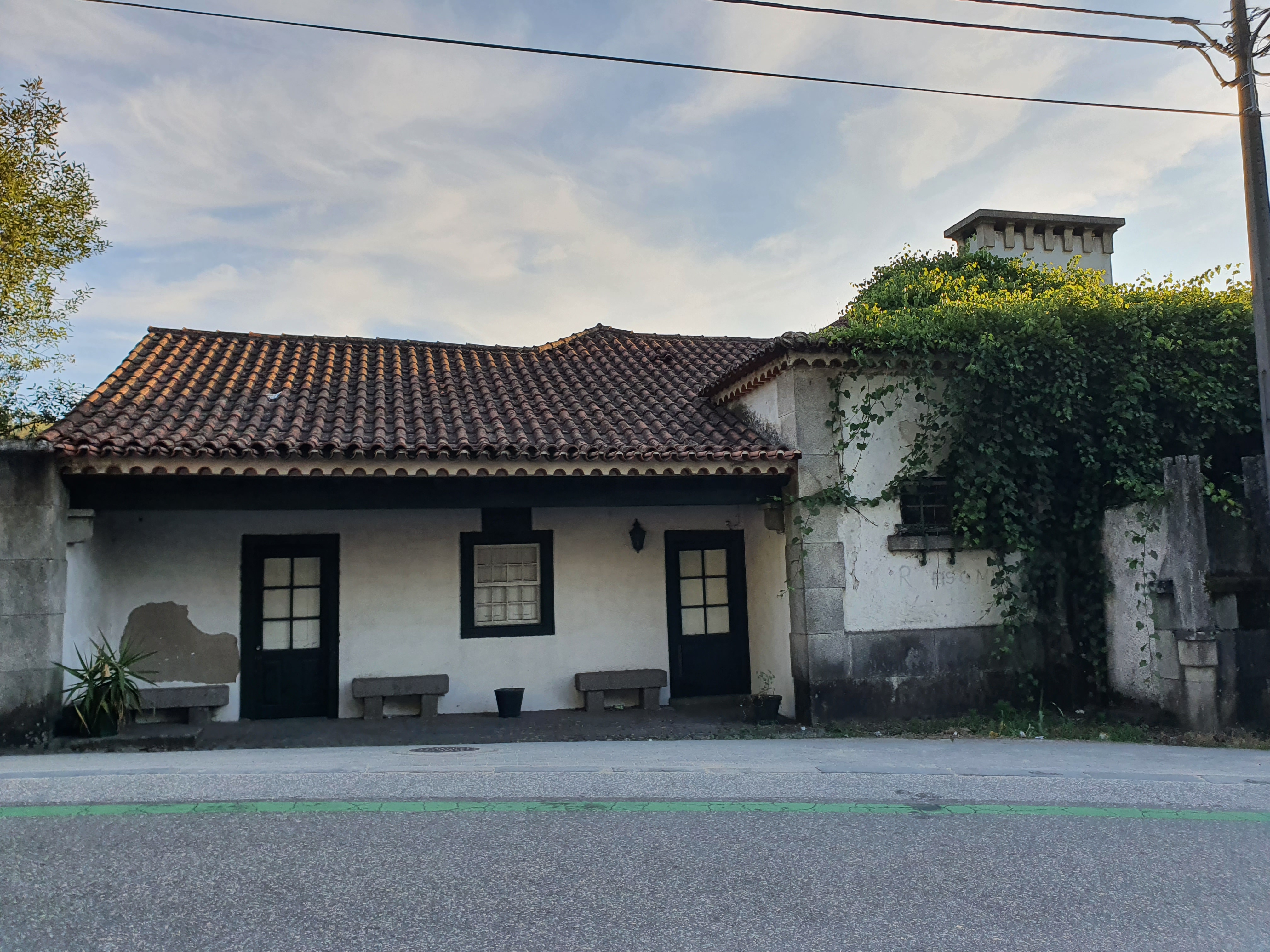
La casa natale di Salazar nella freguesia di Óvoa e Vimieiro, Santa Comba Dão

Nato da una famiglia di agricoltori, dopo gli studi presso il seminario di Viseu, nel 1914 conseguì la laurea in giurisprudenza presso l'Università di Coimbra. Specializzatosi in economia politica nel 1918, nello stesso anno iniziò la carriera accademica come professore di economia nello stesso ateneo.
Combatté l'anticlericalismo della prima repubblica scrivendo sui giornali cattolici e, forte dei suoi legami con la Gioventù Cattolica Portoghese, si presentò alle elezioni del 1921 nelle liste del Centro Católico Português; fu eletto, ma rinunciò al mandato dopo due soli giorni.

### Ministro delle Finanze (1928 - 1932)
Fin dall'instaurazione della repubblica (il 5 ottobre 1910) il Portogallo fu in preda ad una violenta instabilità politica: tra conflitti sindacali, lotte tra clericali ed anticlericali, riforme promesse e non realizzate, colpi di stato più o meno sanguinosi (ben due capi di governo vennero assassinati, nel 1918 e nel 1921), dal 1910 al 1926 si succedettero ben quarantacinque governi, quasi tutti sotto il controllo dei militari.
Nel 1926 una nuova dittatura militare, presieduta dal generale Carmona (che resterà capo dello Stato fino al 1951), pose fine al primo periodo repubblicano, trovandosi a fronteggiare una seria crisi economica.
A Salazar fu offerto il portafoglio delle Finanze, che tuttavia lasciò dopo solo tredici giorni, non ritenendo di avere le condizioni politiche per lavorare. Lo riprese nel 1928, questa volta con pieni poteri, e in un anno, applicando una politica di rigido contenimento della spesa, riuscì a riportare il bilancio non solo in pareggio, ma addirittura in attivo, risultato mai riuscito a nessuno per un secolo.

### Presidente del Consiglio dell'Estado Novo
Sull'onda di questo successo, Salazar nel 1932 fu nominato presidente del consiglio, sostituendo il generale Domingos Oliveira, con cui era entrato in contrasto. Nel 1931 aveva fondato União Nacional (Unione Nazionale), che diverrà partito unico e che il successore Caetano convertirá in Acção Nacional Popular (Azione Nazionale Popolare).
In questa veste introdusse una nuova Costituzione, che gli diede i pieni poteri ed il controllo totale dello stato: fu il fascismo portoghese, teorizzato come Estado Novo (Stato Nuovo), analogo, nella natura e nei princìpi corporativi, al fascismo di Benito Mussolini in Italia, al quale del resto esplicitamente si ispirava. Il suo modello ufficialmente dichiarato era invece la dottrina sociale della Chiesa cattolica. Le idee politiche di Salazar furono marcatamente conservatrici e autoritarie, volte contro quello che egli chiamava "il potere della folla" o "l'autorità della piazza". Per lui, infatti, "la vera libertà non può esistere se non nel profondo dell'animo umano", "può esserci un potere assoluto ma mai una libertà assoluta", mentre "l'ordine ha sempre rappresentato la condizione indispensabile della bellezza".
Da allora Salazar mantenne il potere per oltre trentacinque anni, grazie al sostegno della Chiesa e degli agrari, sopprimendo i sindacati, la libertà di stampa ed ogni altro tipo di opposizione politica o di dissidenza che potesse danneggiare l'egemonia del regime. Il supporto politico del salazarismo fu il partito unico, l'Unione Nazionale, creato nel 1933. Il supporto repressivo fu la polizia politica segreta, creata nel 1933, la PIDE (Polícia Internacional e de Defesa do Estado), che sopravviverà alla morte dello stesso Salazar con il nome di DGS (Direção-Geral de Segurança). Durante gli anni della dittatura, la polizia effettuò un'ingente repressione degli oppositori politici, con continui arresti, incarcerazioni e deportazioni in centri di detenzione e di concentramento. Lo strumento della tortura, inoltre, fu abitualmente utilizzato contro i detenuti per estorcere confessioni e infliggere punizioni.
Durante la guerra civile spagnola (1936 - 1939) esibì una neutralità di facciata, ma sostenne attivamente le forze nazionaliste, permettendo il passaggio di materiale bellico in gran copia attraverso il territorio portoghese e promuovendo l'invio tra i volontari internazionali, dei "viriatos" a sostegno di Francisco Franco contro i repubblicani. La storiografia non ha fino a oggi fornito cifre certe della partecipazione di volontari portoghesi al fianco delle forze nazionaliste, così come dei portoghesi che presero parte alle Brigate Internazionali a sostegno della repubblica.

### La neutralità nella seconda guerra mondiale

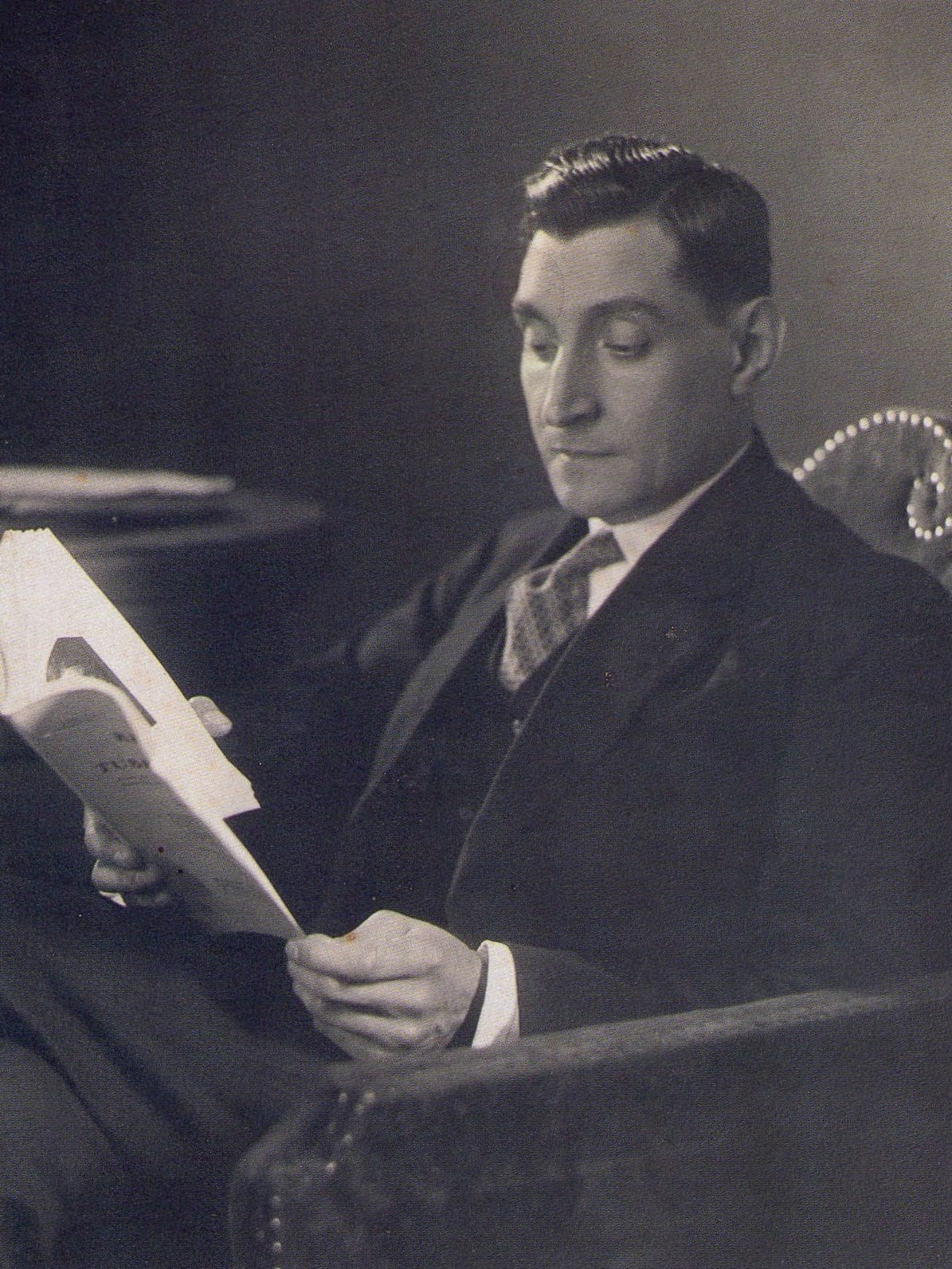
Salazar nel 1940

Nel 1936 Salazar assunse anche il portafogli del ministero degli esteri, che mantenne durante il corso di tutta la seconda guerra mondiale, improntando l'incarico all'imperativo della neutralità.
Nel marzo 1939 fu siglato il Patto Iberico, un patto di non aggressione dal primo ministro Salazar, in rappresentanza del Portogallo, e dall'ambasciatore Nicolás Franco, in rappresentanza della Spagna franchista, poi ampliato nel 1948 e nel 1958.
Seppur prossimo ideologicamente al fascismo italiano e non ostile alle potenze dell'Asse, se ne distanziò presto, rendendo illegali sul territorio portoghese il movimento fascista e nazista e arrestando quei cittadini portoghesi che ne erano i maggiori punti di riferimento interno.
Il Portogallo attenuò la sua affinità col fascismo anche attraverso l'alleanza con il Regno Unito, necessaria a garantire una politica di neutralità. Questa alleanza non era basata su alcuno sforzo bellico, ma proprio sul mantenimento della più stretta neutralità; questo, comunque, non impedì al Portogallo di commerciare anche con i Paesi dell'Asse tramite la Svizzera.
Come ministro degli esteri, inoltre, sviluppò un'intensa attività diplomatica per cercare di impedire l'entrata in guerra della Spagna, con la quale firmò un patto di neutralità a conflitto in corso, perché avrebbe allargato il teatro di guerra alla penisola iberica ed avrebbe potuto spingere le potenze dell'Asse ad occupare il Portogallo, decisivo per il controllo dell'Atlantico e dell'ingresso occidentale del Mediterraneo.
Mantenne relazioni commerciali con entrambi i contendenti, a tutto beneficio dell'industria portoghese. Fornì tungsteno al regime nazista e contemporaneamente consentì agli anglo-statunitensi di installare basi militari nelle Azzorre per sorvegliare l'Atlantico.
Salazar diede istruzioni esplicite ai propri ambasciatori di limitare la concessione dei visti a persone che volevano fuggire dalla Francia invasa dalla Germania. Eppure, durante l'estate del 1940, Aristides de Sousa Mendes, console portoghese a Bordeaux, concesse visti ad un gran numero di ebrei (in tutto circa 100 000 ebrei si rifugiarono in Portogallo, durante la guerra), salvandoli dalla Shoah. Salazar lo rimosse dalle sue funzioni e benché, finita la guerra, si compiacesse pubblicamente che il Portogallo avesse salvato tanti ebrei, non lo riabilitò mai. Nel 1945, dopo la morte di Mussolini, mandò un sentito messaggio di condoglianze in Italia, mentre quando fu annunciata la morte di Adolf Hitler, Salazar fece esporre le bandiere a lutto.

### Dopoguerra
Nel 1949 il forte anticomunismo di Salazar lo spinse a far entrare il Portogallo nella NATO, pur praticando in generale una politica isolazionista all'insegna dello slogan «fieramente soli», il cui risultato fu una lunga stagnazione economica e culturale nel paese. Convinto colonialista, Salazar continuò a considerare territorio portoghese anche i territori d'oltremare (Guinea-Bissau, Mozambico, Angola, Capo Verde, São Tomé e Príncipe, nel 1951 ribattezzati "province") al punto da iniziare una lunga guerra contro i movimenti indipendentisti locali (in particolare quelli angolani, dopo la violenta insurrezione del 1961), benché tutto il resto dell'Europa stesse progressivamente lasciando l'Africa e i costi crescenti e la richiesta di soldati impoverissero ulteriormente il paese.
Da notare che, come Mussolini nel Regno d'Italia, Salazar non ricoprì la carica di capo dello Stato, ma fu sempre un altro personaggio politico ad essere presidente della repubblica: António Óscar Carmona fino al 1951, poi Francisco Craveiro Lopes e quindi Américo Thomaz. Solamente per quasi quattro mesi, dall'aprile all'agosto 1951, Salazar fu capo dello Stato ad interim, in attesa del successore di Carmona. Per venire incontro alle pressioni internazionali, cercò di riavvicinarsi alla democrazia, mutuando dalla Spagna franchista la democrazia organica, un sistema rigorosamente gerarchico, ma su base elettorale, fondato sul corporativismo.

### Malattia e morte
L'inizio della fine per Salazar iniziò il 3 agosto 1968, quando aveva già 79 anni. Mentre era in vacanza al Forte de Santo António a Estoril, Salazar si stava preparando per incontrare il suo podologo di fiducia quando cadde violentemente da una sedia di tela che cedette sotto il suo peso. A seguito della caduta, Salazar subì un duro colpo alla testa. Altre fonti indicano che la caduta avvenne nella vasca da bagno.
L'episodio provocò a Salazar un'emorragia cerebrale all'emisfero destro, ma l'incidente venne insabbiato per ordine dello stesso Salazar, il quale, dopo essersi alzato, rifiutò le cure mediche, chiedendo riservatezza ai presenti. Rientrato a Lisbona, Salazar ammise di stare male solo dopo 15 giorni e il 6 settembre fu trasportato d'urgenza in auto dalla sua residenza a São Bento, Lisbona, all'ospedale São José, dove venne sottoposto ad un intervento chirurgico d'urgenza.
Il 16 settembre Salazar entrò in coma. Il 27 settembre il presidente Américo Tomás, preso atto dell'incapacità del primo ministro, chiamò il professor Marcelo Caetano per sostituirlo nella carica. 
Salazar dopo oltre un mese si risvegliò dal coma e recuperò inaspettatamente la lucidità. Nessuno, tuttavia, osò avvisarlo del fatto che fosse stato congedato dal potere. Di fatto, fino alla sua morte, avvenuta nel 1970, coloro che avevano a che fare quotidianamente con lui gli facevano credere che fosse ancora lui a governare il Paese.. 
Marcello Caetano resterà in carica fino alla "Rivoluzione dei garofani" del 25 aprile 1974, che portò, due anni dopo, al ritorno della democrazia.
Salazar spirò il 27 luglio 1970.

### Vita privata
Secondo varie testimonianze, egli sarebbe morto in stato di verginità e castità in conseguenza di un voto fatto alla Madonna quando era studente nel seminario di Viseu, vicino a Coimbra. Durante il suo regime, il culto della Madonna di Fátima venne enormemente incentivato.

## Il salazarismo come "fascismo portoghese"

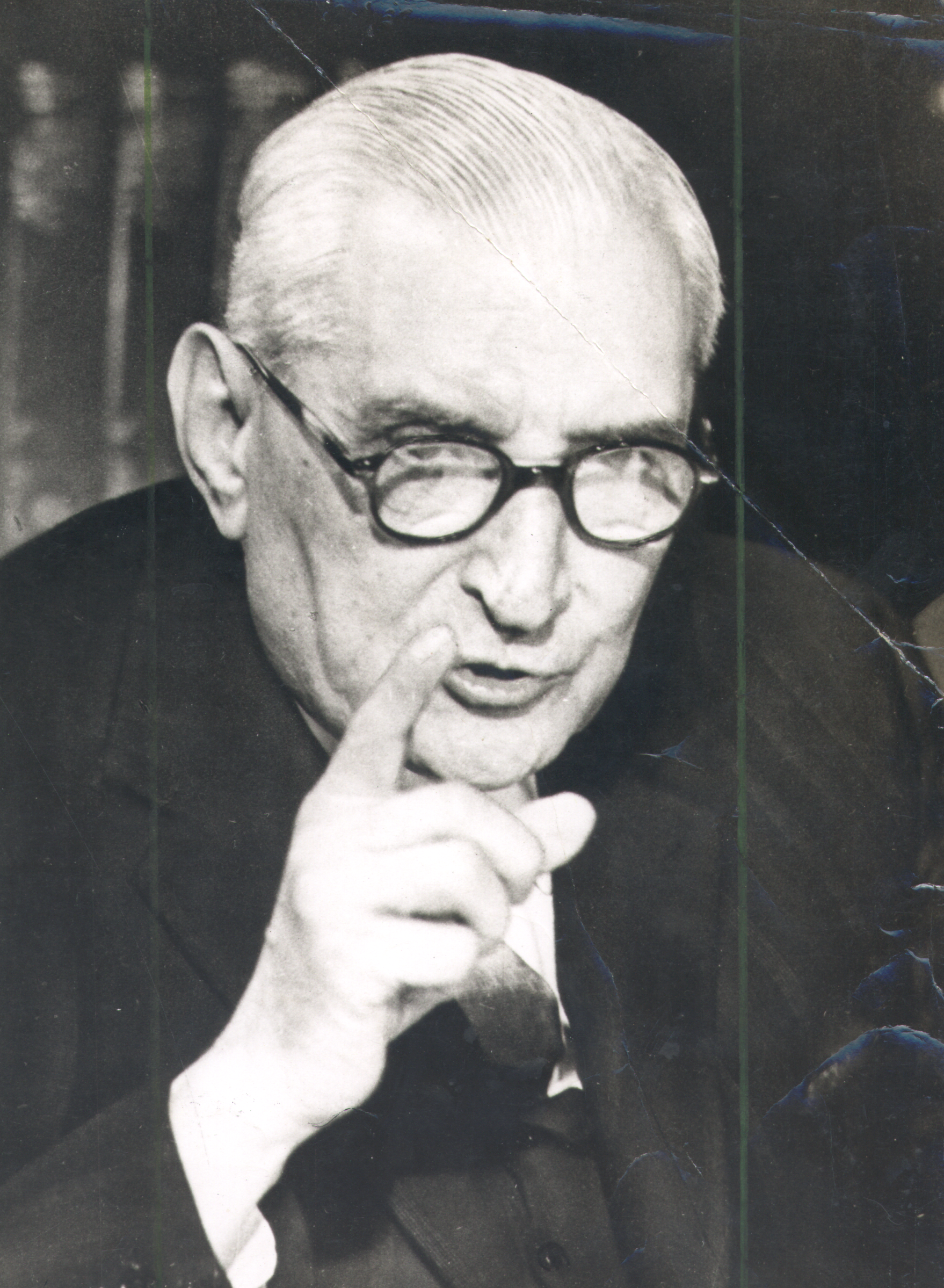
Salazar ritratto in età anziana, non molto tempo prima della scomparsa

Il dibattito storiografico sulla natura filosofico-politica dell'Estado Novo salazarista è assai ampio. Stanley G. Payne, nel suo saggio Il fascismo (Universale
Storica Newton), ha ben riassunto le tesi di quella corrente storiografica che vede nel salazarismo un esperimento di conservatorismo classico non fascista; medesima tesi è affermata da Antonio Costa Pinto, autore di un notevole saggio dal titolo Fascismo e nazionalsindacalismo in Portogallo. 1914-1945, pubblicato in lingua italiana da Rubbettino editore.
Ma attualmente la storiografia portoghese, grazie al contributo di Luís Reis Torgal (che sembra dunque convalidare la tesi già espressa da H. Martins), pare orientata a considerare la "controrivoluzione" portoghese di António de Oliveira Salazar, assieme al fascismo italiano, come l'unico modello corporativistico integrale del Novecento. Quello di Salazar sarebbe stato un "fascismo portoghese" e una "via portoghese al corporativismo". Del resto, la mobilitazione di massa, per quanto modesta, era presente nella vita politica dell'Unione Nazionale, arrivando a punte di fascistizzazione integrale della vita politica soprattutto durante la difesa dell'Oltremare portoghese (Goa, Angola, Mozambico); la Legione portoghese e la Gioventù portoghese, tenute in vita sino alla fine del regime, erano modellate completamente sui simili esempi presenti nel regime fascista italiano; il colonialismo classico di Salazar fu una spina nel fianco del sistema bipolare russo-americano di Jalta, come lo fu il colonialismo classico mussoliniano prima della Seconda guerra mondiale (e, non a caso, i presidenti americani Kennedy e Johnson autorizzarono la vendita di armi ai ribelli marxisti e nazionalisti angolani e mozambicani, come già su Goa l'amministrazione Usa aveva sostenuto l'India contro il Portogallo fascista); la relazione Stato-Chiesa dell'Estado Novo ricalcò il concordato fascista del febbraio 1929 e allontanò lo Stato fascista portoghese dal confessionalismo dello Stato falangista spagnolo del generalissimo Franco.
Sebbene il Portogallo fosse tradizionalmente legato, da secoli, da un forte accordo geopolitico con il Regno Unito, la mitizzazione di Mussolini e dell'Italia fascista rientrava nella logica dottrinaria dell'"Estado Novo" di Salazar; quest'ultimo teneva addirittura una foto autografata del duce sulla propria scrivania. Tale immagine fu inviata da Mussolini a Salazar il 9 aprile 1934; grazie a una nota contenuta nelle carte della segreteria particolare del duce, è possibile conoscere anche la dedica che campeggiava sopra l'immagine: «A sua eccellenza il dottor Oliveira Salazar, Presidente del Consiglio dei ministri del Portogallo, con cordialità». Ciò che risulta interessante è che la foto fu inviata proprio su richiesta di Salazar, circostanza che palesa una vera e propria ammirazione da "fan" da parte di Salazar.
Egli, per ricambiare, nel settembre 1936 inviò una propria foto al duce e nel maggio 1940 una lettera di Salazar fu recapitata a Mussolini con ringraziamenti per le parole della prefazione del libro Il Portogallo d'oggi negli scritti e nei discorsi di Oliveira Salazar. Il premier lusitano concludeva la missiva in tal modo: "Permettimi di vedere in ciò la corrispondenza del sentimento di profonda amicizia che ci lega alla bella nazione italiana, per la cui prosperità formulo i migliori auguri". Ciò nonostante, Salazar espresse anche delle critiche nei confronti del regime mussoliniano, e nello specifico al suo tendere "ad un cesarismo pagano", e "ad uno Stato nuovo che non conosce limiti di natura né giuridica né morale, che marcia alle sue mete, senza trovare ingombri né ostacoli".

## Influenze nella cultura di massa
- Il film A Revolução de Maio, di António Lopes Ribeiro, del 1937, è un lungometraggio di propaganda salazarista, che celebra il colpo di Stato del 28 maggio 1926
- Treno di notte per Lisbona, film del 2013 tratto dall'omonimo romanzo di Pascal Mercier (regia di Bille August), ripercorre alcune vicende della resistenza portoghese alla dittatura di Salazar
- Oggetto quasi, di José Saramago, presenta un racconto ("La sedia") in cui il protagonista è non molto velatamente proprio Salazar.
- Il romanzo Sostiene Pereira di Antonio Tabucchi è ambientato alla fine degli anni '30 durante i primi anni di regime di Salazar, da cui poi è stato tratto l'omonimo film.